# Nattfödd
Nattfödd (Nacido en la Noche) es el tercer álbum de estudio de la banda de folk metal Finntroll. Fue lanzado el 19 de abril de 2004 por Century Media. 
Nattfödd marca un rotundo cambio en la música de Finntroll, volviéndose un poco más lenta que su primer álbum, Midnattens Widunder. Además incluye los conceptos acústicos y ambientales de su anterior álbum, Visor om slutet, aunque significa la vuelta de la banda al black y al folk metal.

## Lista de canciones
| N.º   | Título                    | Traducción                                  | Duración |  |
| 1.    | «Vindfärd/Människopesten» | Llevado por el Viento/la Plaga de Humanidad | 5:36     |  |
| 2.    | «Eliytres»                | Eliytres                                    | 3:46     |  |
| 3.    | «Fiskarens Fiende»        | El Enemigo del Pescador                     | 3:47     |  |
| 4.    | «Trollhammaren»           | El Martillo del Troll                       | 3:32     |  |
| 5.    | «Nattfödd»                | Nacido en la Noche                          | 4:51     |  |
| 6.    | «Ursvamp»                 | Seta Antigua                                | 2:02     |  |
| 7.    | «Marknadsvisan»           | Canción del Mercado                         | 1:59     |  |
| 8.    | «Det Iskalla Trollblod»   | La Sangre Helada del Troll                  | 3:54     |  |
| 9.    | «Grottans Barn»           | Los niños de la Cueva                       | 4:36     |  |
| 10.   | «Rök»                     | Humo                                        | 2:23     |  |
| 36:26 |                           |                                             |          |  |

## Integrantes
- Henri 'Trollhorn' Sorvali: Teclado
- Mikael 'Routa' Karlbom: Guitarra
- Tapio Wilska: Voz
- Samu 'Beast Dominator' Ruotsalainen: Batería
- Samuli 'Skrymer' Ponsimaa: Guitarra
- Sami 'Tundra' Uusitalo: Bajo